# Niwjanin
Niwjanin (bułg. Нивянин) – wieś w Bułgarii, w obwodzie Wraca, w gminie Borowan. Według danych szacunkowych Ujednoliconego Systemu Ewidencji Ludności oraz Usług Administracyjnych dla Ludności, 15 września 2023 roku miejscowość liczyła 487 mieszkańców.

## Historia

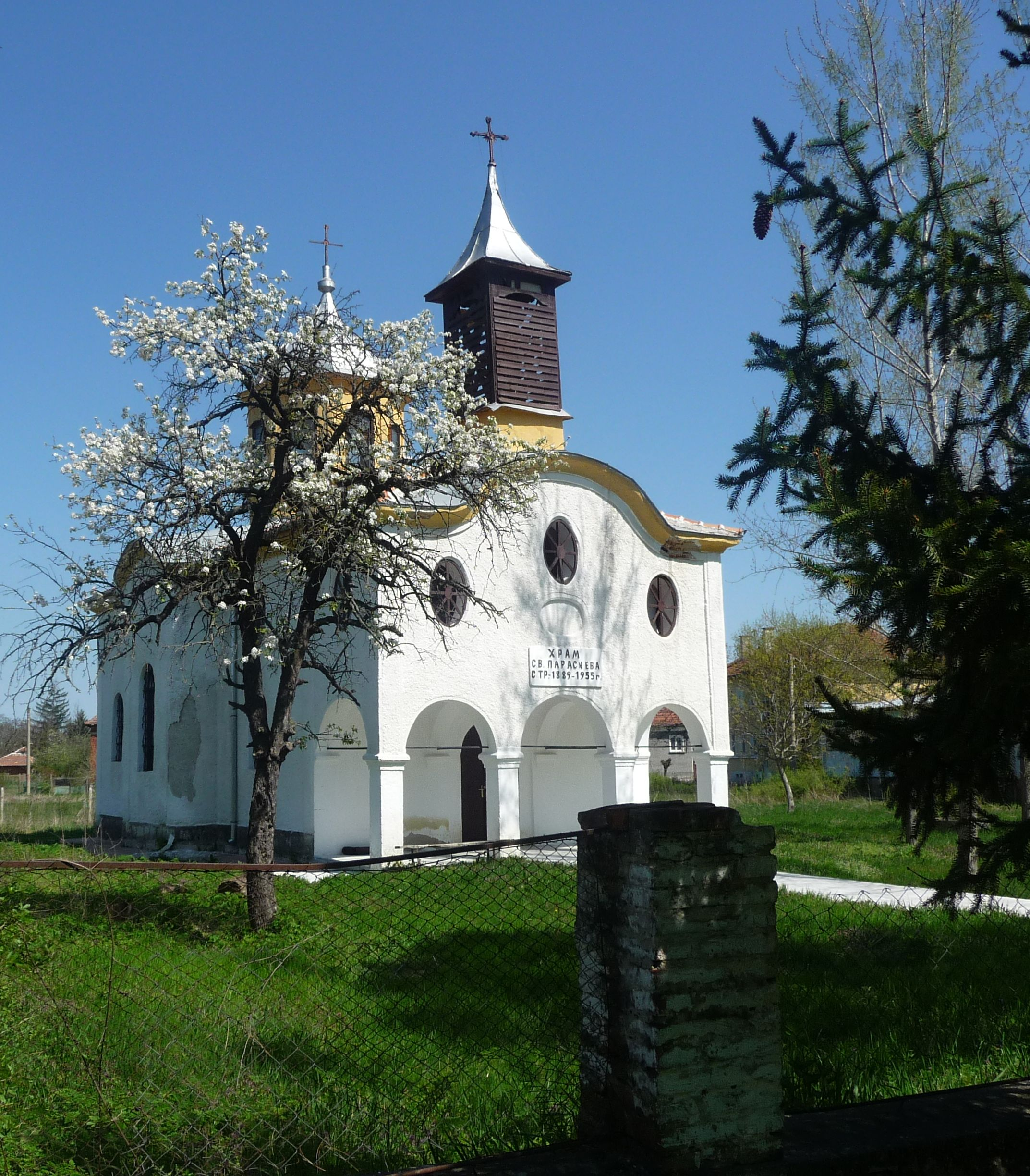
Cerkiew św. Paraskewy

Stara nazwa wsi to Dżuriłowo, prawdopodobnie od imienia Dżurił (tur. Gyuro) i przyrostka nazwy osady „-owo”. Tak nazywała się stara bułgarska średniowieczna osada założona przez Turków pod koniec XIV wieku. Na terenie osady można znaleźć ceramikę późnoantyczną i średniowieczną. W przeszłości we wsi mieszkali także muzułmanie, ale po 1876 roku przenieśli się do Imperium Osmańskiego i w 1893 roku we wsi pozostało już tylko 3 mahometańskich Bułgarów. W 1884 r. rozpoczęto budowę cerkwi „Św. Paraskewy”. Znajdujący się w nim obraz jest dziełem mistrza debyrskiego Wełka Iliewa. W 1908 roku w Dżuriłowie założono czitaliszte, które początkowo mieściło się w domu Tetewenskich. W 1914 r. w Dżuriłowie powstała spółdzielnia rolnicza „Zbawienie”, a w 1933 r. – przedsiębiorstwo hodowli koni „Neron”. W 1935 roku spółdzielnia rolnicza liczyła 150 członków, a towarzystwo hodowli koni – 43 członków. 11 stycznia 1950 roku nazwę Dżuriłowo zmieniono na Niwjanin. To poetycki pseudonim partyzanta Iwana Nedkowa z tej wsi. W ostatnich latach III Królestwa Bułgarii zarejestrowano we wsi działalność 762. pułku brannickiej milicji.

## Osoby związane z miejscowością

### Urodzeni
- Iwan Niwjanin (1919–1944) – bułgarski poeta, od którego nazwano tę miejscowość